# 布伦 (乌克兰)
布倫（烏克蘭語：Буринь，羅馬化：Buryn'，發音：[bʊˈrɪnʲ] ⓘ）是乌克兰北部蘇梅州科諾托普區布伦市镇内的城市及该市镇的行政中心，2020年7月18日前为布倫區的行政中心。該市距離州府蘇梅74公里，始建于14世纪，面積16.63平方公里，海拔高度150米，2022年人口数量为8,197人。

## 图集

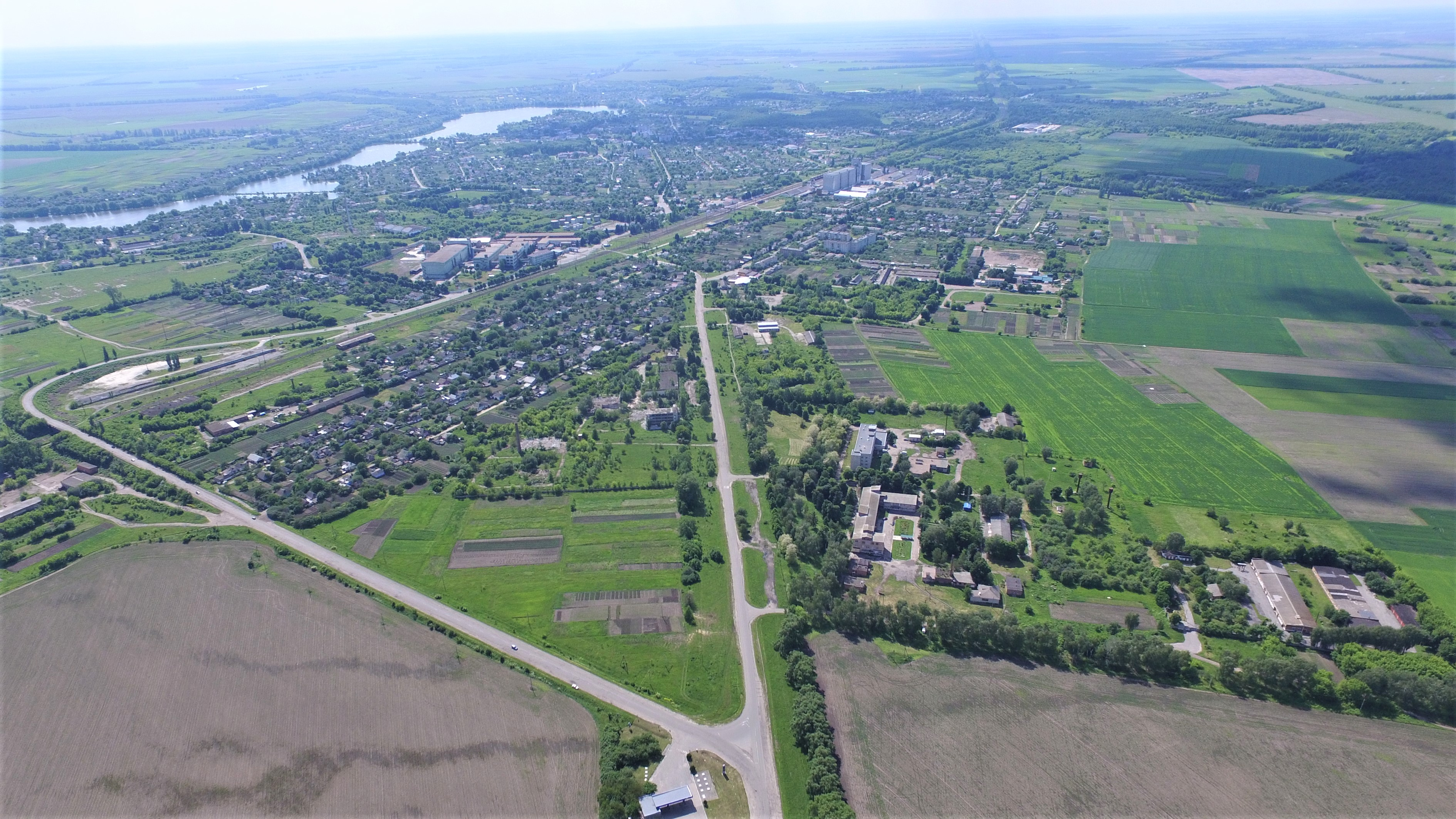
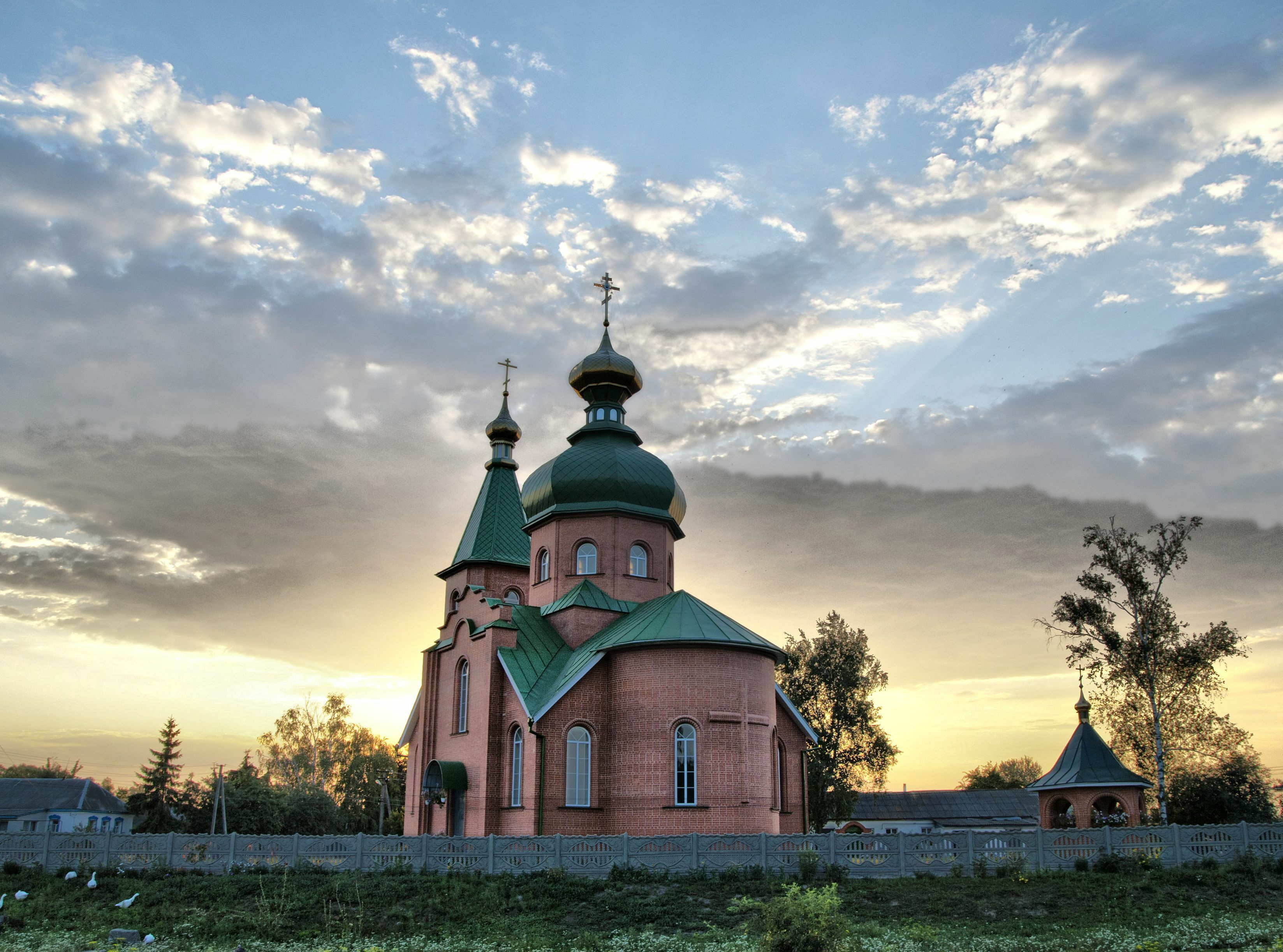
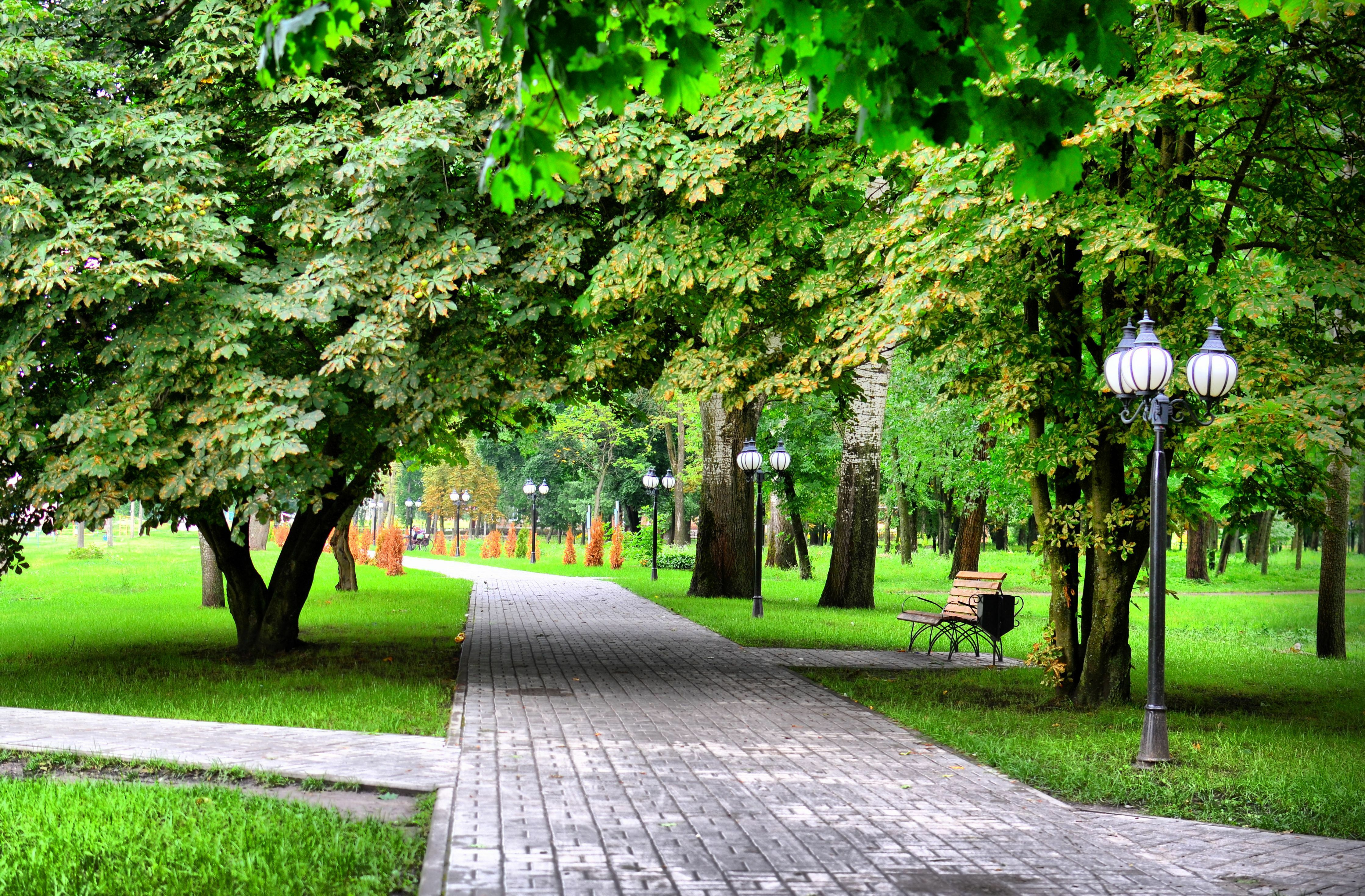
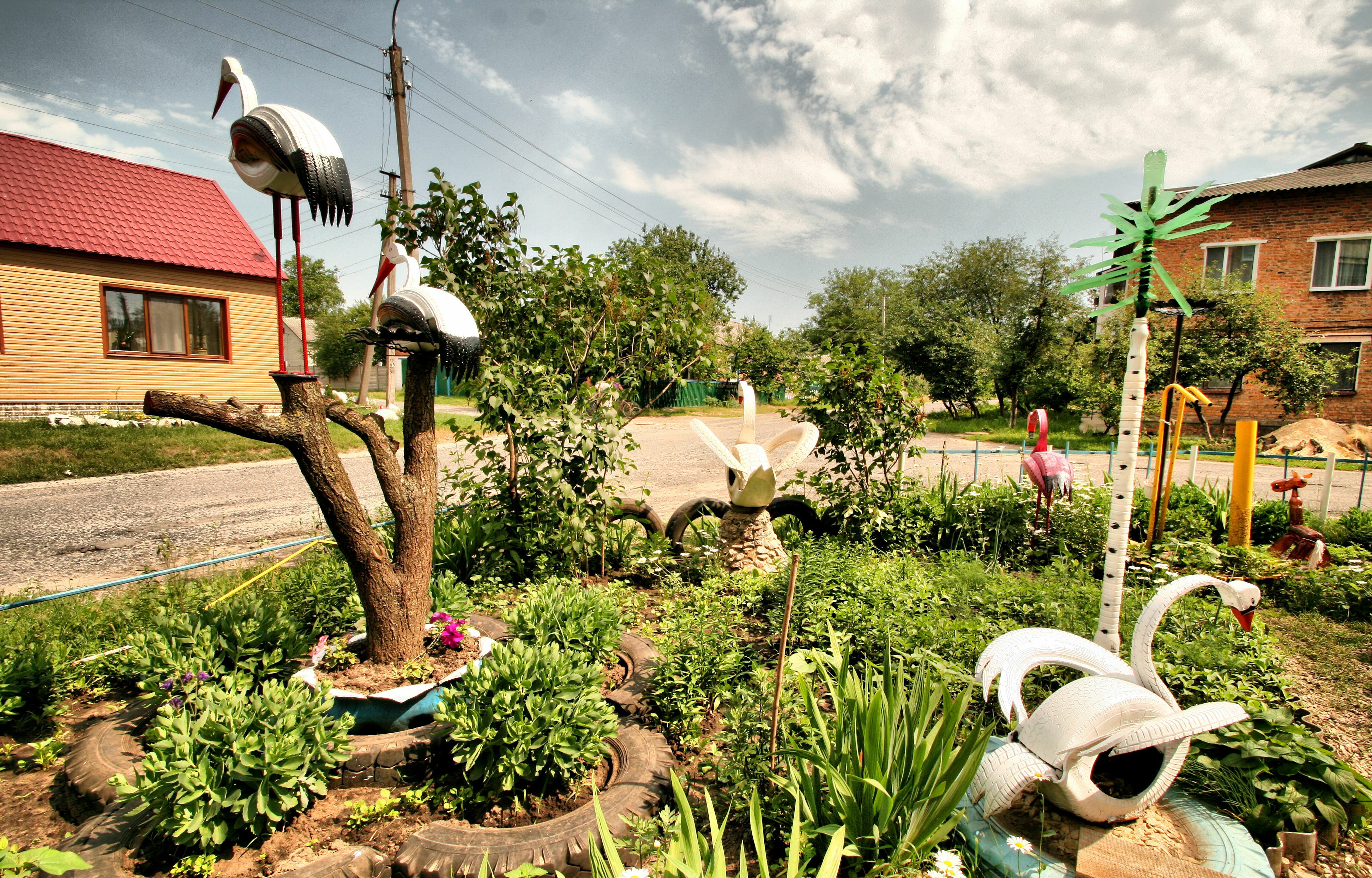
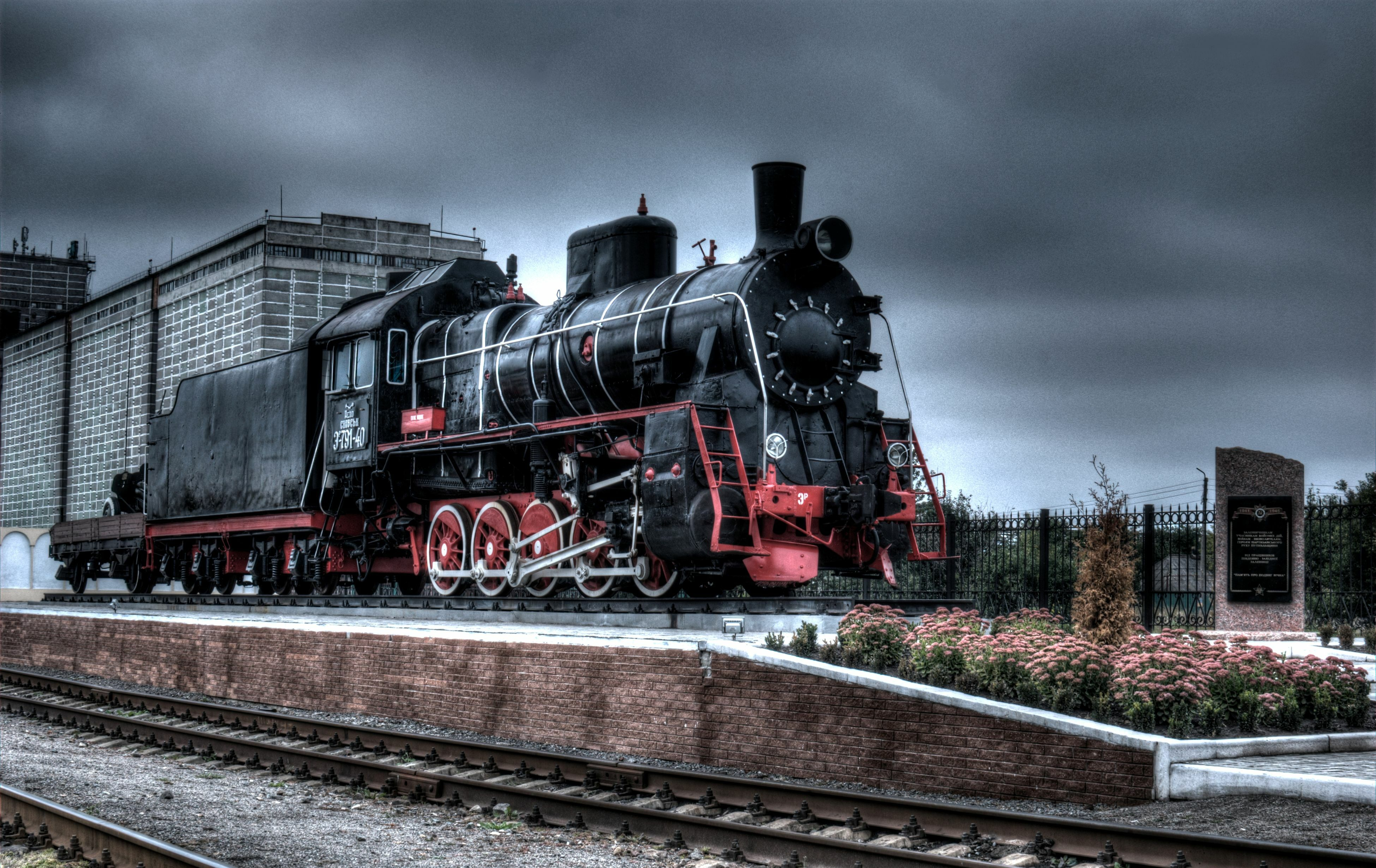
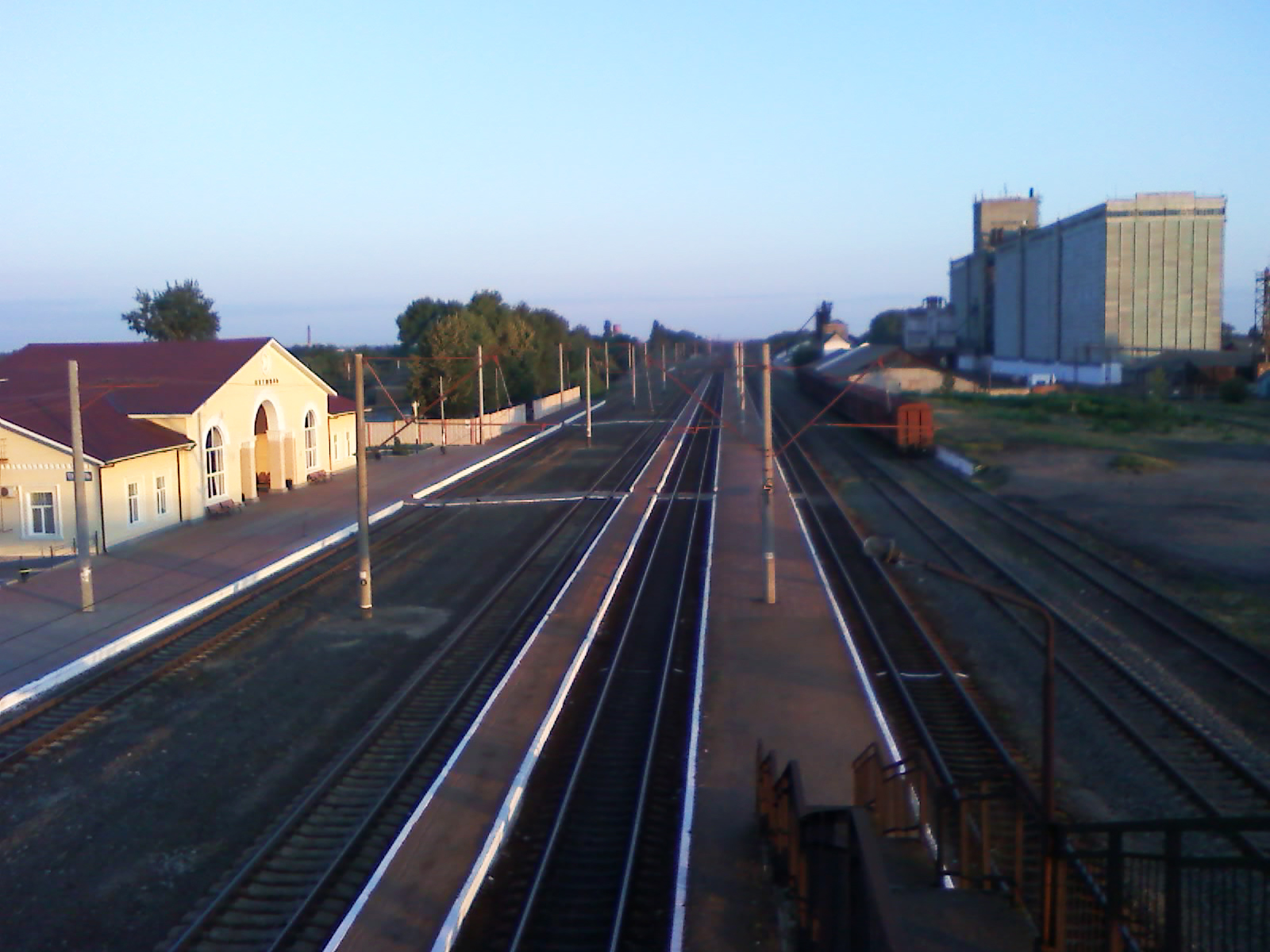
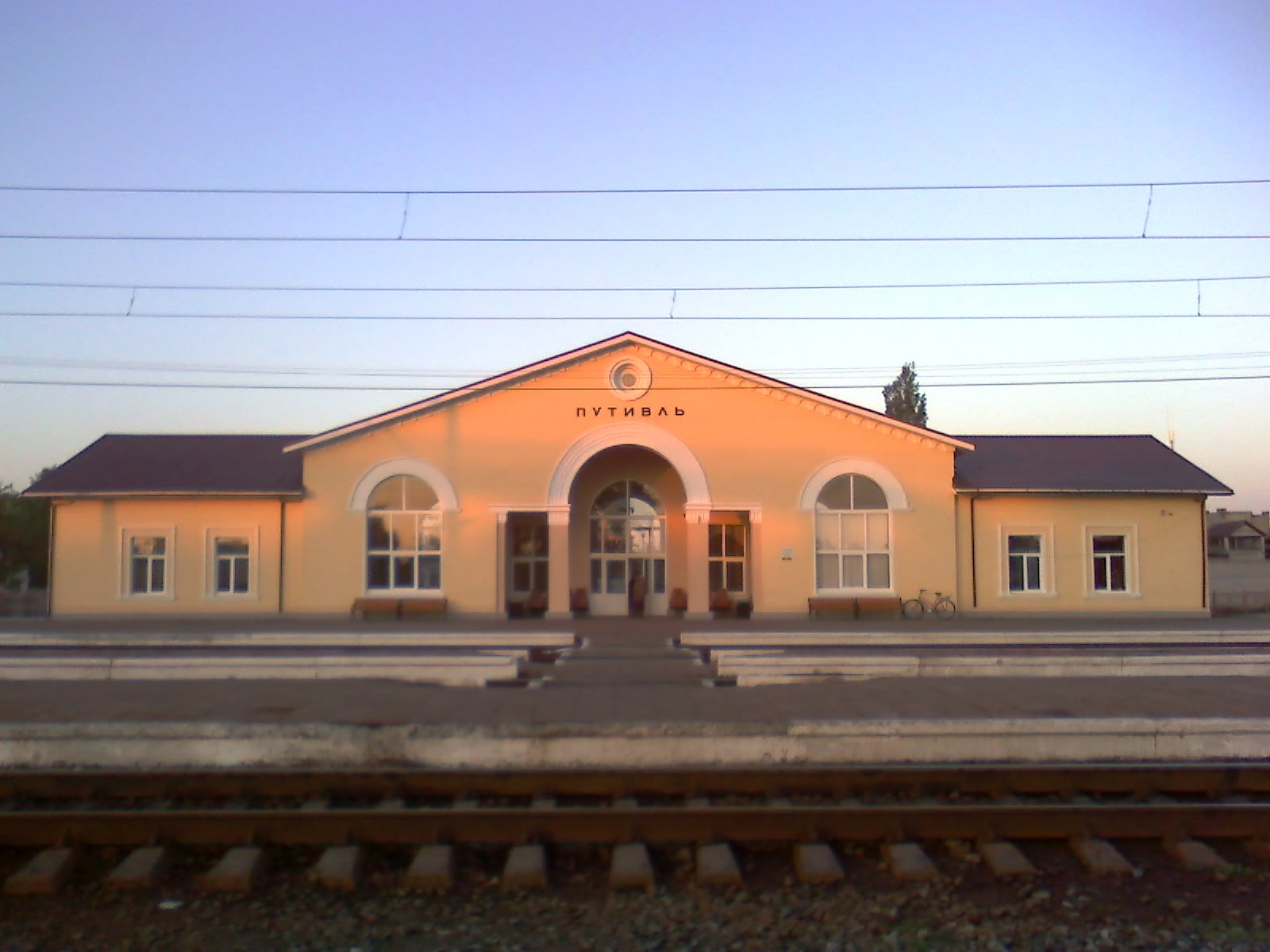